# قطبش‌سنجی

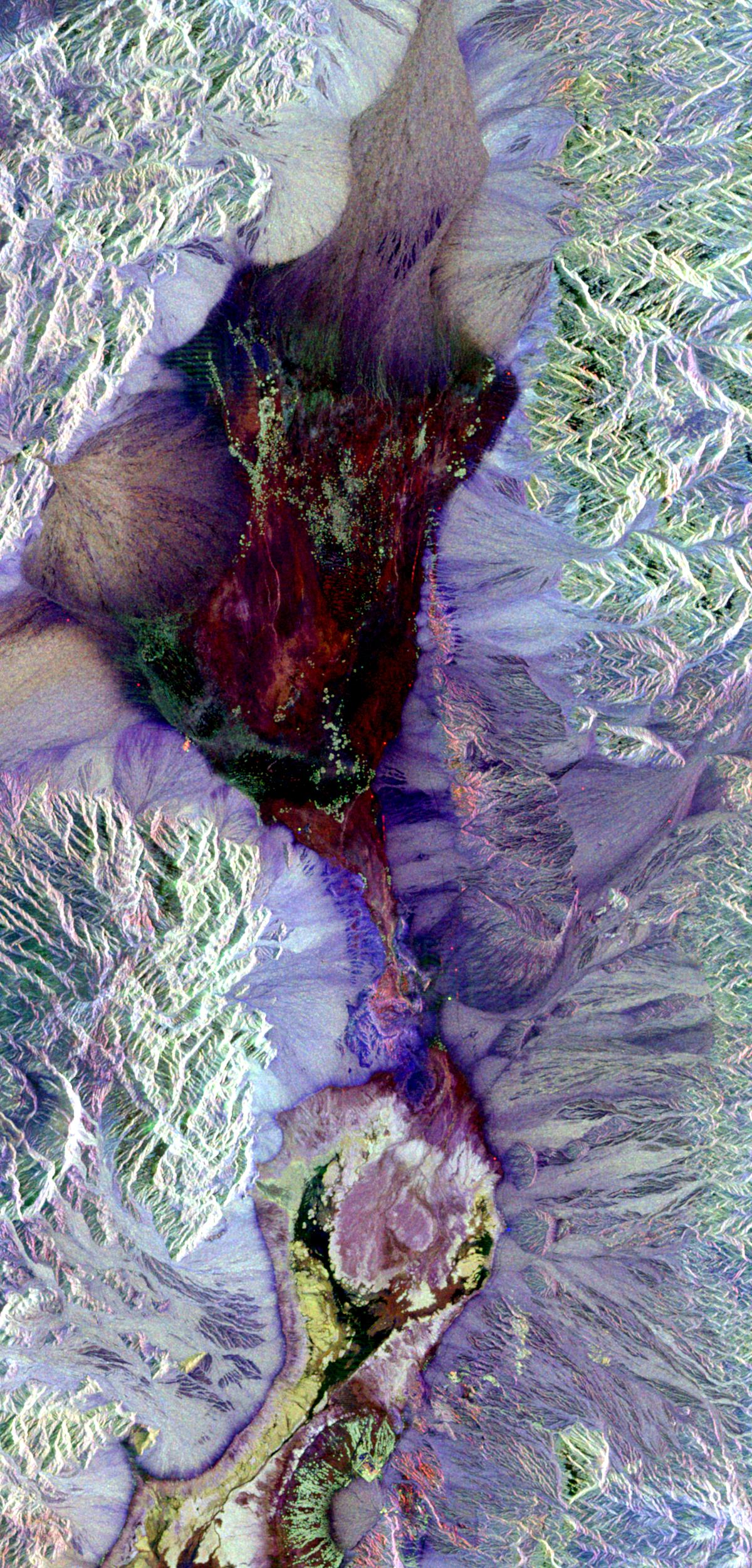
نمایی از رادار دهانه ترکیبی از درهٔ مرگ، که با استفاده از «قطبش‌سنجی»، رنگی‌شده است.

قُطبش‌سَنجی (انگلیسی: Polarimetry)، به اندازه‌گیری و تفسیر  قطبش موج‌های عرضی، به ویژه موج‌های الکترومغناطیسی مانند رادیو و امواج نور گفته می‌شود. قطبش‌سنجی معمولاً بر روی موج‌های الکترومغناطیسی انجام می‌شود که از ماده‌ای گذر کرده، بازتابیده،  شکانده یا پراشیده شده باشد تا از این طریق مشخصات آن شی تعیین گردد.
در فیزیک و اپتیک، به اندازه‌گیری چرخش صفحهٔ قطبشِ موجِ تابشی، قطبش‌سنجی گفته می‌شود.
در شیمی قطبش‌سنجی به معنی اندازه‌گیری میزان چرخش نوری یک مولکول دستوار در برابر نور قطبیدهٔ مسطح است.